# Frank Kaminsky

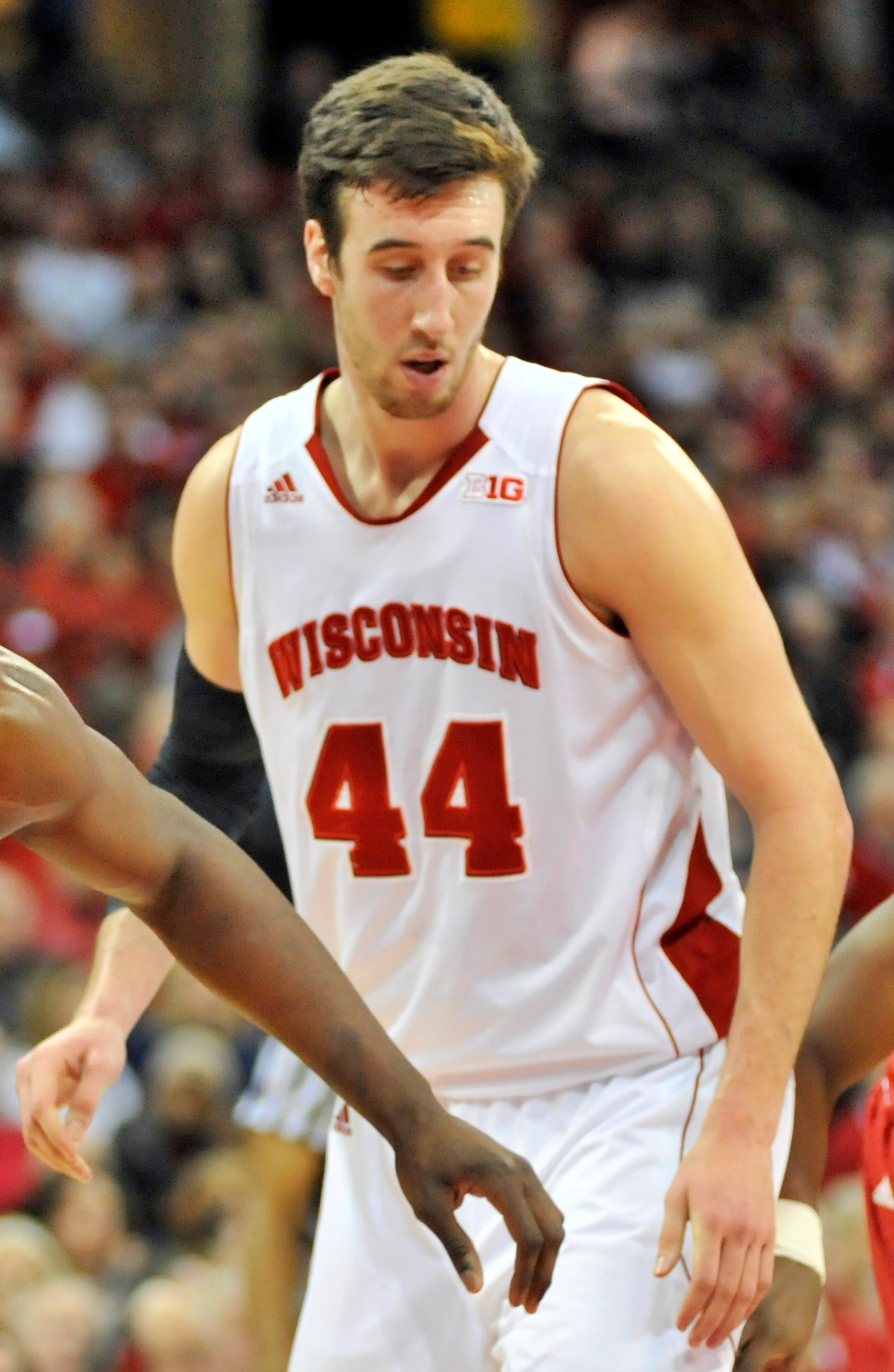
Frank Kaminsky, 2014.

Francis Stanley Kaminsky III, född 4 april 1993 i Winfield i Illinois, är en amerikansk professionell basketspelare (PF/C) som spelar för Phoenix Suns i National Basketball Association (NBA). Han har tidigare spelat för Charlotte Hornets, Atlanta Hawks och Houston Rockets.
Kaminsky har även spelat som proffs i Serbien.
Han draftades av Charlotte Hornets i första rundan i 2015 års draft som nionde spelare totalt.
Innan Kaminsky blev proffs studerade han vid University of Wisconsin–Madison och spelade för deras idrottsförening Wisconsin Badgers.